# Solférino (nave corazzata)
La Solférino fu una nave corazzata, appartenente alla classe Magenta, in servizio con la Marine nationale dal 1862 al 1882. Prendeva il nome dalla battaglia di Solferino, combattuta nell'anno della sua costruzione dall'esercito imperiale francese.

## Progettazione e costruzione

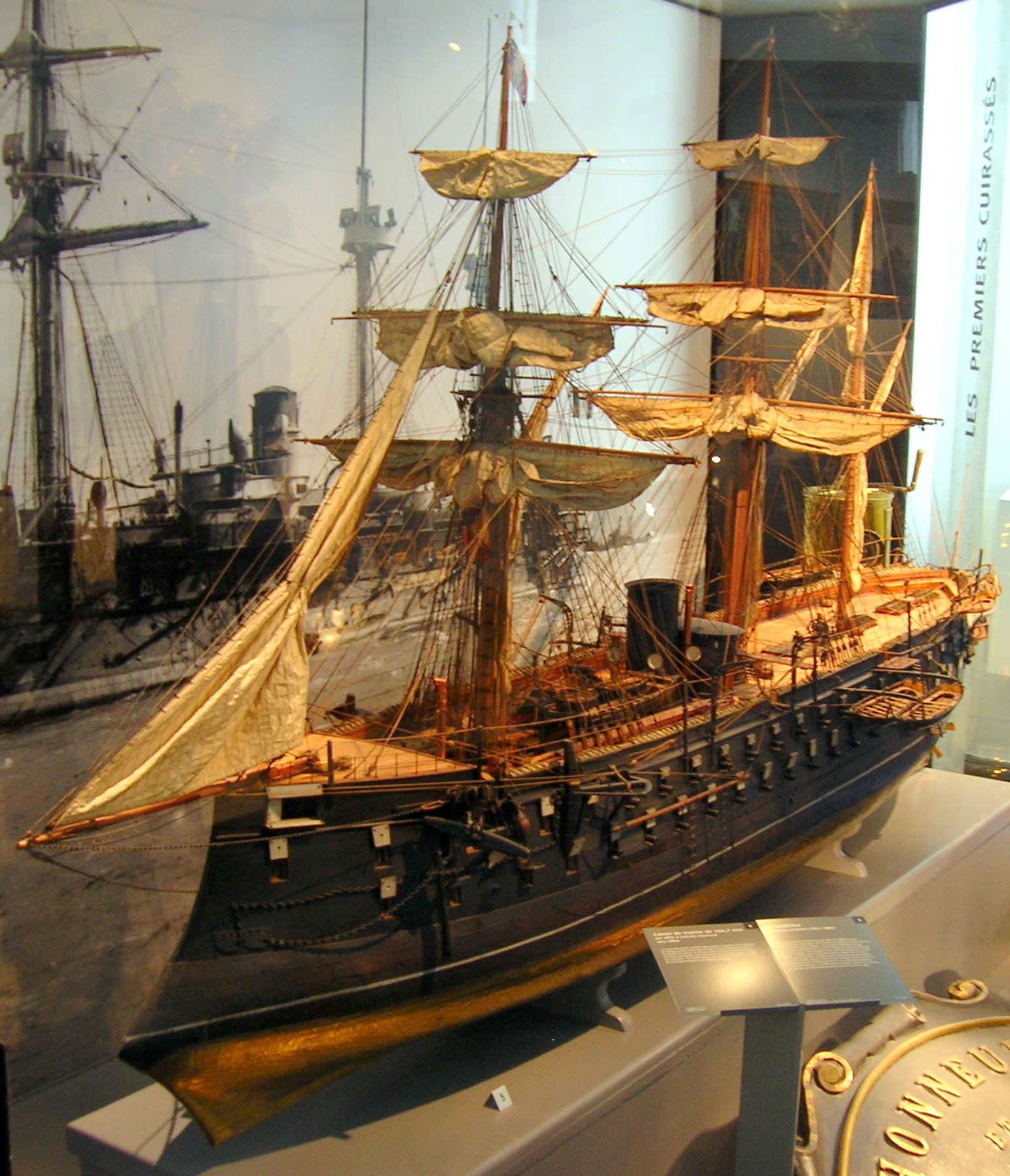
Un modellino della Solférino, con la velatura a brigantino a palo post-1864

Assieme alla nave sorella Magenta, fu l'unica nave corazzata a due ponti mai costruita, nonché la prima ad essere progettata per l'impiego del rostro
Alla costruzione l'armamento comprendeva sia cannoni ad avancarica a canna liscia, sia più moderni cannoni a retrocarica e canna rigata, per un totale di 92 pezzi. La propulsione adottata era mista vapore/vela. La velatura, di 1.700 m², era a bergantina, con vele quadre sull'albero di trinchetto e vela aurica sull'albero di maestra.
La Solférino fu impostata nei cantieri di Lorient il 24 giugno 1859. Varata il 24 giugno 1861, fu completata il 25 agosto 1862.

## Modifiche successive
Nel 1864 la velatura fu aumentata a 1940 m² e si adottò la configurazione a brigantino a palo, con vele quadre sull'albero di trinchetto e di maestra e vela aurica sull'albero di mezzana.
Nel 1867/1868  tutti i cannoni del ponte inferiore furono rimossi e il ponte principale armato con 10 cannoni da 240 mm del tipo M1864 o M1866. Nel 1868/1869 l'armamento della Solférino cambiò ancora in 10 cannoni da 240 mm pollici tipo M1864 o 1866 sul ponte principale e altri quattro dello stesso tipo in semi-barbette sul ponte superiore.

## Servizio
Fu demolita nel 1882.